# Moritzmühle

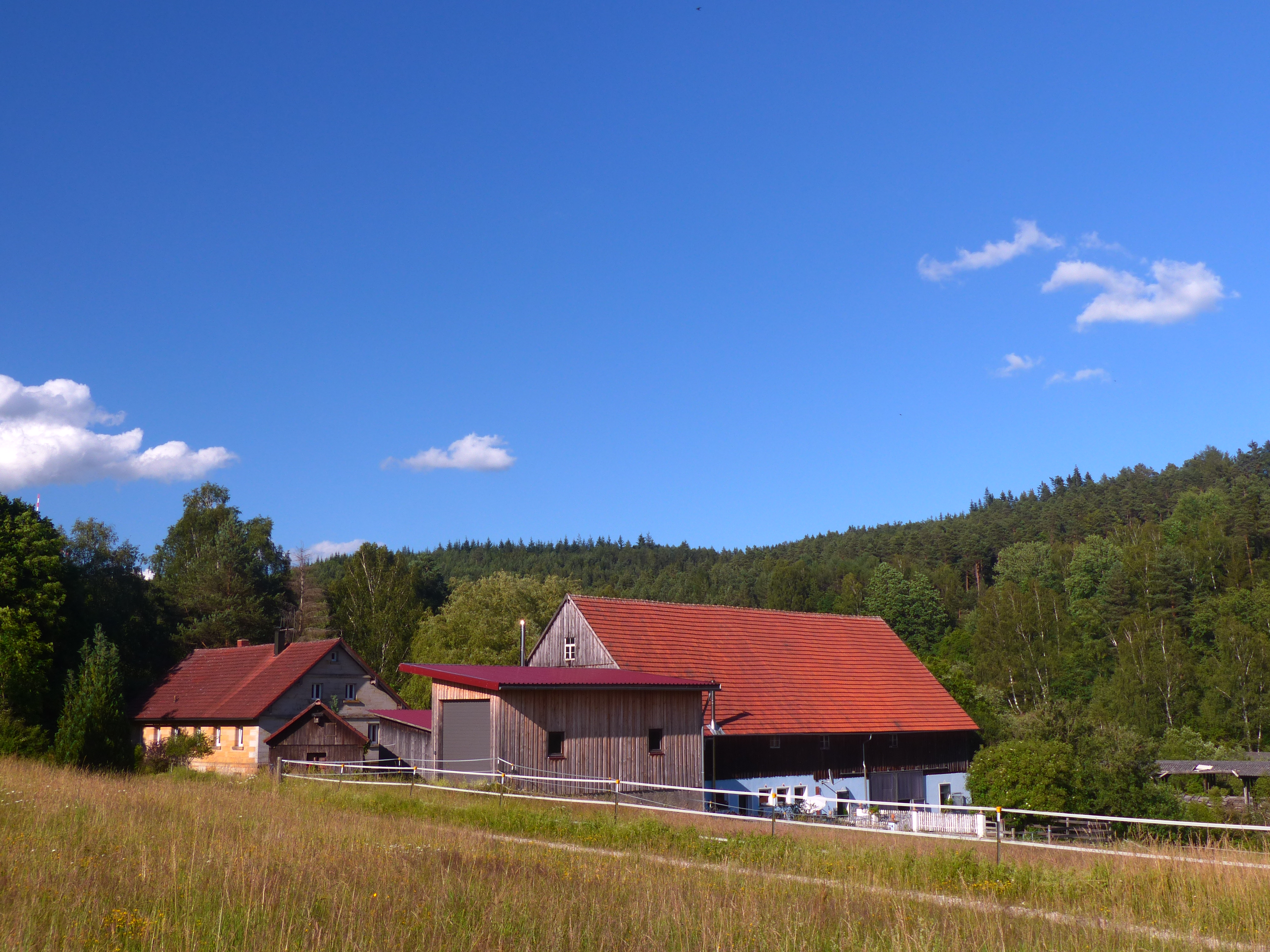
Landwirtschaftlicher Betrieb in Moritzmühle

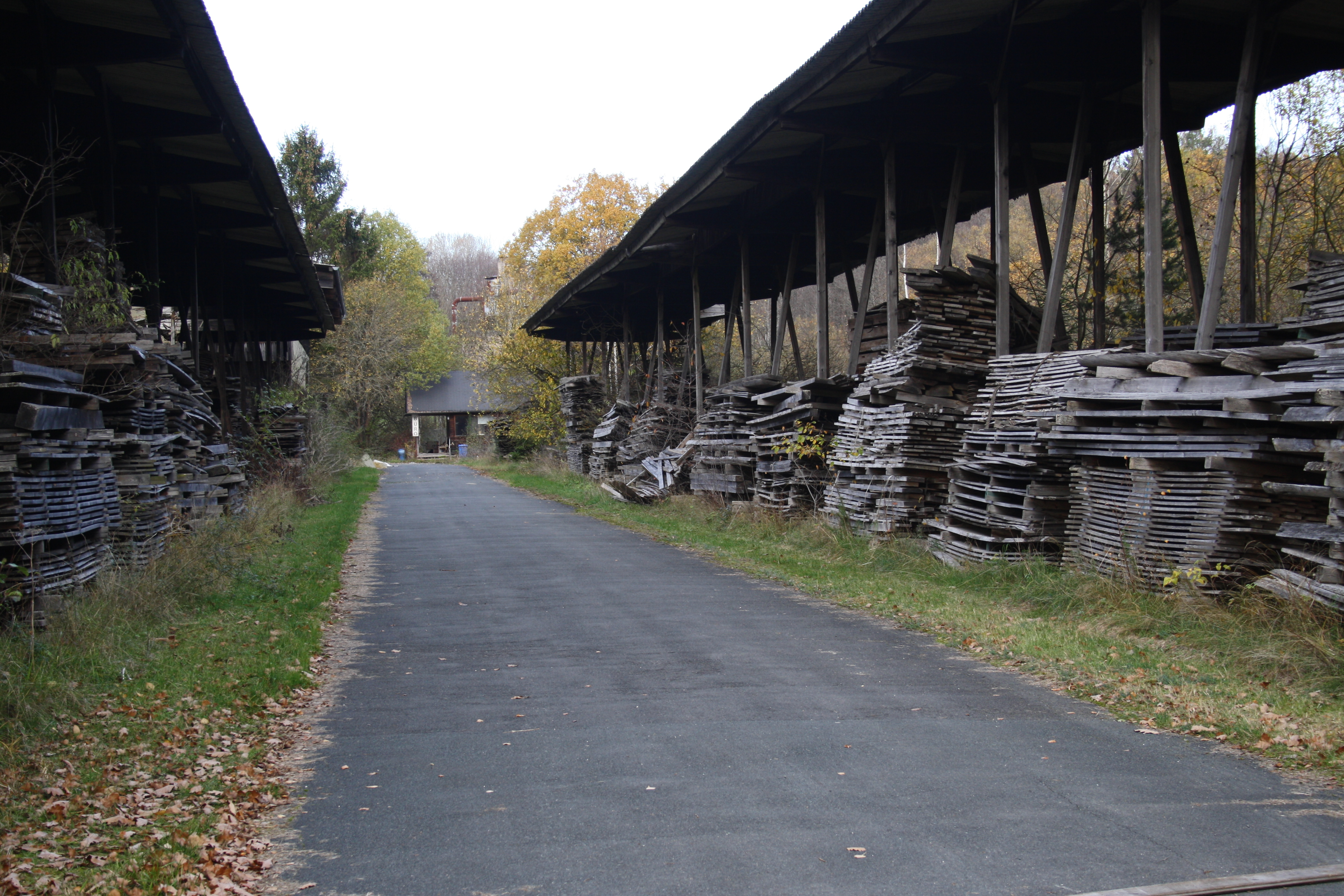
Zufahrt zum ehemaligen Sägewerk

Moritzmühle ist ein Gemeindeteil der Gemeinde Hummeltal im  Landkreis Bayreuth (Oberfranken, Bayern). Moritzmühle liegt in der Gemarkung Hinterkleebach.

## Geografie
Den Namen der Einöde gibt eine ehemalige Wassermühle im Talgrund der Püttlach an deren Oberlauf. Heute besteht der Ort aus zwei getrennten Wohn- und Betriebsflächen – einer Landwirtschaft und einem stillgelegten Sägewerk. Eine aus dem Nordwesten von der Staatsstraße 2163 kommende Gemeindeverbindungsstraße umläuft den Ort im Süden halbkreisförmig und führt weiter zur Kreisstraße BT 43, in die sie unmittelbar nach der Unterquerung der Bundesautobahn 9 einmündet.

## Geschichte
Moritzmühle gehörte zur Realgemeinde Moritzreuth. Gegen Ende des 18. Jahrhunderts bestand der Ort aus einem Anwesen. Die Hochgerichtsbarkeit stand dem bayreuthischen Stadtvogteiamt Bayreuth zu. Die Pfarrei Lindenhardt war Grundherr der Mühle.
Von 1797 bis 1810 unterstand der Ort dem Justiz- und Kammeramt Bayreuth. Mit dem Gemeindeedikt wurde Moritzmühle dem 1812 gebildeten Steuerdistrikt Hinterkleebach und der im gleichen Jahr gebildeten Ruralgemeinde Moritzreuth zugewiesen. Mit dem Gemeindeedikt von 1818 erfolgte die Umgemeindung nach Hinterkleebach.
Moritzmühle war ursprünglich ein landwirtschaftlicher Betrieb mit einer einfachen Getreidemühle mit oberschlächtigem Wasserrad. Die Besitzer der Moritzmühle wanderten in der Mitte des 19. Jahrhunderts in die Vereinigten Staaten von Amerika aus. Die neuen Besitzer erweiterten im späten 19. Jahrhundert die Moritzmühle um eine wasserturbinengetriebene Sägemühle mit einfachem Vertikalgatter. Zu Beginn der 1960er Jahre wurde der Getreidemühlenbetrieb eingestellt und die Sägemühle in einen modernen Sägewerkbetrieb umgewandelt. Das Sägewerk ist heute nicht mehr in Betrieb, die Betriebsgebäude verfallen.
Am 1. Mai 1978 wurde Moritzmühle im Zuge der Gebietsreform in Bayern in die Gemeinde Hummeltal eingegliedert.

### Einwohnerentwicklung
| Jahr      | 001819 | 001822 | 001861 | 001871 | 001885 | 001900 | 001925 | 001950 | 001961 | 001970 | 001987 | 002022 |
| Einwohner | *      | †      | 10     | 8      | 9      | 11     | 8      | 7      | 3      | 6      | 6      | 1      |
| Häuser    |        | †      |        |        | 1      | 2      | 1      | 1      | 1      |        | 1      |        |
| Quelle    | [ 9 ]  | [ 6 ]  | [ 10 ] | [ 11 ] | [ 12 ] | [ 13 ] | [ 14 ] | [ 15 ] | [ 16 ] | [ 17 ] | [ 18 ] | [ 1 ]  |

## Religion
Moritzmühle ist evangelisch-lutherisch geprägt und nach St. Michael (Lindenhardt) gepfarrt.

## Verkehr
Vom ÖPNV wird die Moritzmühle nicht bedient, die nächstgelegene Bushaltestelle befindet sich an der Staatsstraße 2163. Der am schnellsten erreichbare Bahnhof befindet sich in Creußen an der Bahnstrecke Schnabelwaid–Bayreuth und der nächste Fernbahnhof ist der Hauptbahnhof in Bayreuth.